# Ле-Флон
Ле-Флон (фр. Le Flon) — громада  в Швейцарії в кантоні Фрібур, округ Вевез.

## Географія
Громада розташована на відстані близько 60 км на південний захід від Берна, 30 км на південний захід від Фрібура.
Ле-Флон має площу 9,6 км², з яких на 5,4% дозволяється будівництво (житлове та будівництво доріг), 73,7% використовуються в сільськогосподарських цілях, 20,3% зайнято лісами, 0,6% не є продуктивними (річки, льодовики або гори).

## Демографія
2019 року в громаді мешкало 1201 особа (+16,8% порівняно з 2010 роком), іноземців було 10,1%. Густота населення становила 125 осіб/км².
За віковим діапазоном населення розподілялося таким чином: 26,3% — особи молодші 20 років, 60,8% — особи у віці 20—64 років, 12,9% — особи у віці 65 років та старші. Було 443 помешкань (у середньому 2,7 особи в помешканні).
Із загальної кількості 171 працюючого 57 було зайнятих в первинному секторі, 29 — в обробній промисловості, 85 — в галузі послуг.